# Dr. Feelgood (album)
Pour les articles homonymes, voir Dr. Feelgood.
Albums de Mötley Crüe
Girls, Girls, Girls
(1987) Decade of Decadence
(1991)
Singles
1. Dr.Feelgood
Sortie : 28 août 1989
2. Kickstart My heart
Sortie : 20 novembre 1989
3. Without You
Sortie : 12 mars 1990
4. Don't Go Away Mad (Just Go Away)
Sortie : 28 mai 1990
5. Same Ol' Situation (S.O.S.)
Sortie : 31 juillet 1990

Dr. Feelgood est le 5e album studio du groupe de heavy metal Mötley Crüe. Il est sorti le 1er septembre 1989 sous le label Elektra Records et a été produit par Bob Rock.

## L'album
Dr. Feelgood est le premier album du groupe qui n'a pas été produit par Tom Werman. C'est en effet le producteur canadien Bob Rock, qui était jusque-là connu pour être le producteur du groupe The Cult, qui a pris la relève. Mötley Crüe a décidé d'effectuer un retour aux sources dans cet album. Dr. Feelgood est un album beaucoup plus hard rock que glam metal, dans la lignée de Girls, Girls, Girls.
Dr. Feelgood a atteint le sommet du Billboard 200 (Amérique du Nord), étant le premier album de Mötley Crüe à avoir été enregistré après leur cure de sobriété et de réhabilitation en 1989. Il est largement plébiscité par les critiques musicales et les fans comme étant le meilleur album du groupe.
Dr. Feelgood est l'album le mieux vendu de Mötley Crüe puisqu'il s'écoula à plus de 6 millions de copies rien qu'aux États-Unis, et gagna le disque d'or au Royaume-Uni. Dans diverses interviews, les membres de Mötley Crüe ont déclaré que c'était leur album le plus abouti d'un point de vue musical, en grande partie grâce à leur cure collective de sobriété.
La chanson « Dr. Feelgood » fut classée 15e dans la liste des plus grandes chansons de hard rock par VH1 et 41e dans la liste des 100 plus grandes chansons des années 1980. Elle décrit la vie de Jimmy, un dealer fictif qui vend des substances illicites aux Chicanos de Los Angeles.
"Dr. Feelgood" et "Kickstart My Heart" furent toutes les deux nommés pour le Grammy awards de la "Meilleure Performance Hard Rock", mais ont perdu face à Living Colour.
La ballade rythmée "Without You" fut très bien reçue par le public américain, se classant #8 au Billboard Hot 100. Sur la pochette de l'album, il est expliqué que ce morceau s'inspire de la liaison qu'aurait entretenue Tommy Lee avec Heather Locklear. "Without You" demeure à ce jour une ballade rythmée emblématique de la fin des années 1980.
Pour marquer le vingtième anniversaire de l'album, Mötley Crüe joua l'album dans son intégralité au Crüe Fest 2.

## Influence
Les paroles de Don't Go Away Mad (Just Go Away) contiennent une référence à une précédente chanson du groupe, Too Young to Fall in Love.
Lars Ulrich de Metallica contacta Bob Rock pour produire leur album éponyme, après avoir été impressionné par son travail de production sur Dr. Feelgood. Nike a créé une chaussure basée sur la pochette de l'album.

## Thèmes
Les thèmes de l'album sont la drogue ("T.N.T. (Terror 'N Tinseltown)", "Dr. Feelgood", "Kickstart My Heart"), le sexe ("Slice Of Your Pie", "Sticky Sweet", "She Goes Down", "Rattlesnake Shake") et les relations amoureuses ("Without You", "Same Ol' Situation (S.O.S.)", "Don't Go Away Mad (Just Go Away)").
La chanson "She Goes Down" contient des sons pornographique cachés, qu'il est possible d'entendre avec le Multitrack Masters de l'album.
Time For Change reflète la vision de Nikki Sixx sur les événements actuels dans la société.

## Liste des titres
| 1.  | T.N.T. (Terror 'N Tinseltown)    | Nikki Sixx                        | 0:42 |
| 2.  | Dr. Feelgood                     | Sixx, Mick Mars                   | 4:50 |
| 3.  | Slice of Your Pie                | Sixx, Mars                        | 4:32 |
| 4.  | Rattlesnake Shake                | Sixx, Mars, Tommy Lee, Vince Neil | 3:40 |
| 5.  | Kickstart My Heart               | Sixx                              | 4:48 |
| 6.  | Without You                      | Sixx, Mars                        | 4:29 |
| 7.  | Same Ol' Situation (S.O.S.)      | Sixx, Mars, Lee, Neil             | 4:12 |
| 8.  | Sticky Sweet                     | Sixx, Mars                        | 3:52 |
| 9.  | She Goes Down                    | Sixx, Mars                        | 4:37 |
| 10. | Don't Go Away Mad (Just Go Away) | Sixx, Mars                        | 4:40 |
| 11. | Time for Change                  | Sixx, Donna McDaniel              | 4:45 |

| 12. | Dr. Feelgood (demo version)       | Sixx, Mars           | 4:42 |
| 13. | Without You (demo version)        | Sixx, Mars           | 4:12 |
| 14. | Kickstart My Heart (demo version) | Sixx                 | 3:28 |
| 15. | Get it for Free (demo version)    | Sixx                 | 4:14 |
| 16. | Time for Change (demo version)    | Sixx, Donna McDaniel | 4:09 |

| 12. | Dr. Feelgood (live)                     | Mars, Sixx            | 5:12 |
| 13. | Kickstart My Heart (live)               | Sixx                  | 5:28 |
| 14. | Without You (live)                      | Sixx, Mars            | 3:06 |
| 15. | Same Ol' Situation (S.O.S.) (live)      | Lee, Sixx, Neil, Mars | 4:31 |
| 16. | Don't Go Away Mad (Just Go Away) (live) | Sixx, Mars            | 4:14 |

| 1. | Dr. Feelgood (demo version)                           | Mars, Sixx       | 4:42 |
| 2. | Without You (demo version)                            | Sixx, Mars       | 4:29 |
| 3. | Kickstart My Heart (demo version)                     | Sixx             | 4:48 |
| 4. | Get it for Free (unreleased track)                    | Sixx             | 4:14 |
| 5. | Time for Change (demo version)                        | Sixx, McDaniel   | 4:45 |
| 6. | Girls, Girls, Girls (Live Around the World 89-90)     | Sixx, Lee, Mars  | 5:41 |
| 7. | Red Hot (Live Around the World 89-90)                 | Mars, Neil, Sixx | 3:22 |
| 8. | All in the Name of Rock (Live Around the World 89-90) | Sixx, Neil       | 4:54 |
| 9. | Dr. Feelgood (Live Around the World 89-90)            | Mars, Sixx       | 6:41 |

## Singles
- 28 août 1989 - Dr. Feelgood / Sticky Sweet
- 20 novembre 1989 -  Kickstart My Heart / She Goes Down
- 12 mars 1990 - Without You / Slice Of Your Pie
- 28 mai 1990 - Don't Go Away Mad (Just Go Away) / Rattlesnake Shake
- 31 juillet 1990 - Same Ol' Situation (S.O.S.) / Wild Side
- Tous les clips vidéos des singles ont été regroupés sur une vidéo VHS sortie en 1990 et intitulée: Mötley Crüe - Dr. Feelgood- The Videos [2]

## Musiciens
Mötley Crüe
- Vince Neil : chant, harmonica, percussions
- Mick Mars : guitare, talk box, lap steel
- Nikki Sixx : basse, orgue Hammond, chœurs
- Tommy Lee : batterie, chœurs

Musiciens additionnels
- Bob Rock : basse sur "Time for Change"; chœurs sur 2, 4, 8 & 9.
- Steven Tyler : chœurs sur "Sticky Sweet" et sur l'introduction de "Slice of Your Pie"
- Bryan Adams : chœurs sur "Sticky Sweet"
- Sebastian Bach : chœurs sur "Time for Change"
- Robin Zander : chœurs sur "She Goes Down"
- Mike Amato : chœurs sur "Time for Change"
- Bob Dowd : chœurs sur "Time for Change"
- Jack Blades : chœurs sur "Same Ol' Situation (S.O.S.)" & "Sticky Sweet"
- Marc LaFrance : chœurs sur toutes les pistes

## Charts et certifications

### Album
Charts
| Pays             | Durée du classement | Meilleure position | Date              |
| ---------------- | ------------------- | ------------------ | ----------------- |
| Allemagne        | 13 semaines         | 21e                | 2 octobre 1989    |
| Australie        | 40 semaines         | 5e                 | 8 octobre 1989    |
| Canada           | 61 semaines         | 7e                 | 9 décembre 1989   |
| États-Unis       | 109 semaines        | 1er                | 14 octobre 1989   |
| Norvège          | 4 semaines          | 7e                 | 25 septembre 1989 |
| Nouvelle-Zélande | 37 semaines         | 5e                 | 5 novembre 1989   |
| Royaume-Uni      | 7 semaines          | 4e                 | 16 septembre 1989 |
| Suède            | 4 semaines          | 6e                 | 4 octobre 1989    |
| Suisse           | 10 semaines         | 7e                 | 1er octobre 1989  |

Certifications
| Pays             | Certification | Ventes      | Date         |
| ---------------- | ------------- | ----------- | ------------ |
| Canada           | 3 × Platine   | 300 000 +   | 8 mars 1990  |
| États-Unis       | 6 × Platine   | 6 000 000 + | 15 mai 1997  |
| Nouvelle-Zélande | Platine       | 15 000 +    | 13 mai 1990  |
| Royaume-Uni      | Or            | 100 000 +   | 1er mai 1991 |
| Suisse           | Or            | 25 000 +    | 1991         |

### Singles
Dr. Feelgood
| Chart                  | Meilleur classement | Position | Date              | Certification |
| ---------------------- | ------------------- | -------- | ----------------- | ------------- |
| Hot 100                | 16 semaines         | 6e       | 28 octobre 1989   | Or            |
| Mainstream Rock Tracks | 10 semaines         | 7e       | 23 septembre 1989 |               |
| UK Singles Chart       | 3 semaines          | 50e      | 4 novembre 1989   |               |
| ARIA Charts            | 11 semaines         | 26e      | 5 novembre 1989   |               |
| RPM Top Singles        | 21 semaines         | 17e      | 4 novembre 1989   |               |
| RMNZ Singles Top40     | 15 semaines         | 11e      | 26 novembre 1989  |               |

Kickstart My Heart
| Chart                  | Meilleur classement | Position | Date             | Certification |
| ---------------------- | ------------------- | -------- | ---------------- | ------------- |
| Hot 100                | 16 semaines         | 27e      | 27 janvier 1990  | Argent        |
| Mainstream Rock Tracks | 15 semaines         | 18e      | 23 décembre 1989 |               |
| ARIA Charts            | 9 semaines          | 34e      | 11 février 1990  |               |
| RPM Top Singles        | 10 semaines         | 51e      | 3 février 1990   |               |
| RMNZ Singles Top40     | 3 semaines          | 31e      | 21 janvier 1990  |               |

Without You
| Chart                  | Meilleur classement | Position | Date          |
| ---------------------- | ------------------- | -------- | ------------- |
| Hot 100                | 17 semaines         | 8e       | 28 avril 1990 |
| Mainstream Rock Tracks | 11 semaines         | 11e      | 7 avril 1990  |
| UK Singles Chart       | 3 semaines          | 39e      | 12 mai 1990   |
| ARIA Charts            | 4 semaines          | 45e      | 13 mai 1990   |
| RPM Top Singles        | 15 semaines         | 19e      | 19 mai 1990   |

Don't Go Away Mad (Just Go Away)
| Chart                  | Meilleur classement | Position | Date            |
| ---------------------- | ------------------- | -------- | --------------- |
| Hot 100                | 16 semaines         | 19e      | 21 juillet 1990 |
| Mainstream Rock Tracks | 14 semaines         | 13e      | 7 juillet 1990  |
| RPM Top Singles        | 8 semaines          | 36e      | 28 juillet 1990 |
| RMNZ Singles Top40     | 1 semaine           | 49e      | 26 août 1990    |

Same Ol' Situation (S.O.S.)
| Chart                  | Meilleur classement | Position | Date              |
| ---------------------- | ------------------- | -------- | ----------------- |
| Hot 100                | 9 semaines          | 78e      | 29 septembre 1990 |
| Mainstream Rock Tracks | 8 semaines          | 34e      | 22 septembre 1990 |
| Radio Songs            | 9 semaines          | 96e      | 3 novembre 1990   |